# Liste der Botschafter der Vereinigten Staaten in Kirgisistan

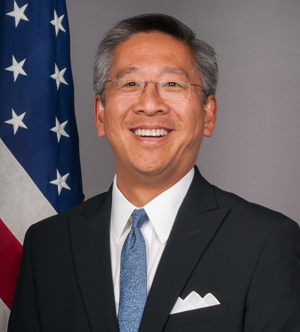
Donald Lu, derzeitiger US-Botschafter in Kirgisistan

Die Liste der Botschafter der Vereinigten Staaten in Kirgisistan bietet einen Überblick über die Leiter der US-amerikanischen diplomatischen Vertretung in Kirgisistan seit 1992. Die ehemalige sowjetische Unionsrepublik hatte sich am 31. August 1991 für unabhängig erklärt; die Vereinigten Staaten erkannten den neuen Staat am 26. Dezember desselben Jahres an. Am 1. Februar 1992 wurde die US-Botschaft in Bischkek eröffnet, die zunächst unter der Leitung von Geschäftsträger Edmund McWilliams stand. Mit Edward Hurwitz nahm der erste offizielle Botschafter im September desselben Jahres seinen Dienst auf.
| Amtszeit  | Name                 | ernannt von    |
| --------- | -------------------- | -------------- |
| 1992–1994 | Edward Hurwitz       | George Bush    |
| 1994–1997 | Eileen Malloy        | Bill Clinton   |
| 1997–2000 | Anne Marie Sigmund   | Bill Clinton   |
| 2000–2003 | John Martin O’Keefe  | Bill Clinton   |
| 2003–2005 | Stephen M. Young     | George W. Bush |
| 2005–2008 | Marie L. Yovanovitch | George W. Bush |
| 2008–2010 | Tatiana C. Gfoeller  | George W. Bush |
| 2011–2014 | Pamela L. Spratlen   | Barack Obama   |
| 2015–2017 | Sheila Gwaltney      | Barack Obama   |
| 2018–2021 | Donald Lu            | Donald Trump   |
| 2021–     | Sonata Coulter       | Joe Biden      |